# Съезжий дом
Съезжий дом — историко-архитектурный памятник в историческом центре Нижнего Новгорода, бывшее здание полицейского участка и пожарной команды. Построен в 1836—1839 годах. Автор проекта — первый городской архитектор Нижнего Новгорода Г. И. Кизеветтер. Под охрану в настоящий момент поставлено строение под № 34а, как «Здание второй Кремлёвской части».
Исторические здания по адресу улица Большая Печёрская, 34а, 34б сегодня — объекты культурного наследия Российской Федерации.

## История
В начале XIX века в каждой городской части (районе) Нижнего Новгорода создавались совмещённые с пожарными командами полицейские участки. В 1836 году были определены границы новой Сенной площади и её восточную линию между улицами Жуковской и Большой Печёрской решили застроить корпусами съезжего дома: двухэтажным главным зданием с каланчой (№ 34б) и двумя одноэтажными конюшнями по сторонам. Разработал проект городской архитектор Г. И. Кизеветтер, использовавший в качестве образца присланный из Санкт-Петербурга план фасада авторства архитектора П. Висконти.
Проект Кизеветтера был утверждён императором 18 августа 1836 года. Главный корпус в семь окон имел в первом этаже три арочных центральных входа, во втором — окна с треугольными фронтонами и аттик, над которым поднималась деревянная каланча с тремя ярусами обхода (не сохранилась). Конюшни представляли собой одноэтажные корпуса с пятью арочными въездами со стороны площади (не сохранились). Строительство завершилось в 1839 году.
До настоящего времени сохранился только главный объём из всех построек, в котором до сих пор располагается пожарная часть.